# CD Santiago Wanderers
Club de Deportes Santiago Wanderers är en chilensk fotbollsklubb från staden Valparaiso. Klubben bildades den 15 augusti 1892 och är Chiles äldsta klubb. Traditionell motståndare är Everton. Laget spelar sina hemmamatcher på Estadio Regional Chiledeportes (f.d. Estadio Municipal de Valparaíso "Playa Ancha").

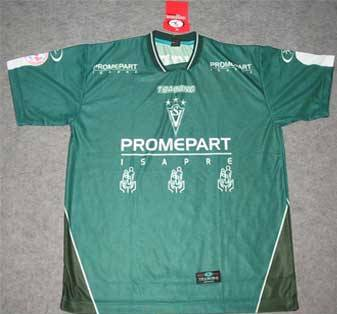
Santiago Wanderers tröja 2004

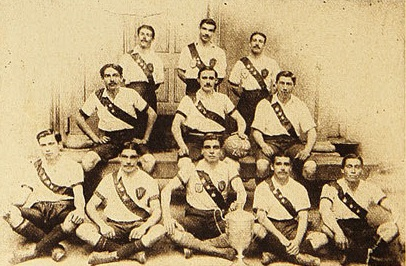
Wanderers 1907

## Titlar
- Primera division: 1958, 1968, 2001

## Kända spelare
- Elías Figueroa
- Rodrigo Goldberg
- David Pizarro
- Reinaldo Navia
- Arturo Sanhueza
- Moisés Villarroel
- Ronny Liquitay